# Reichsgau Kärnten

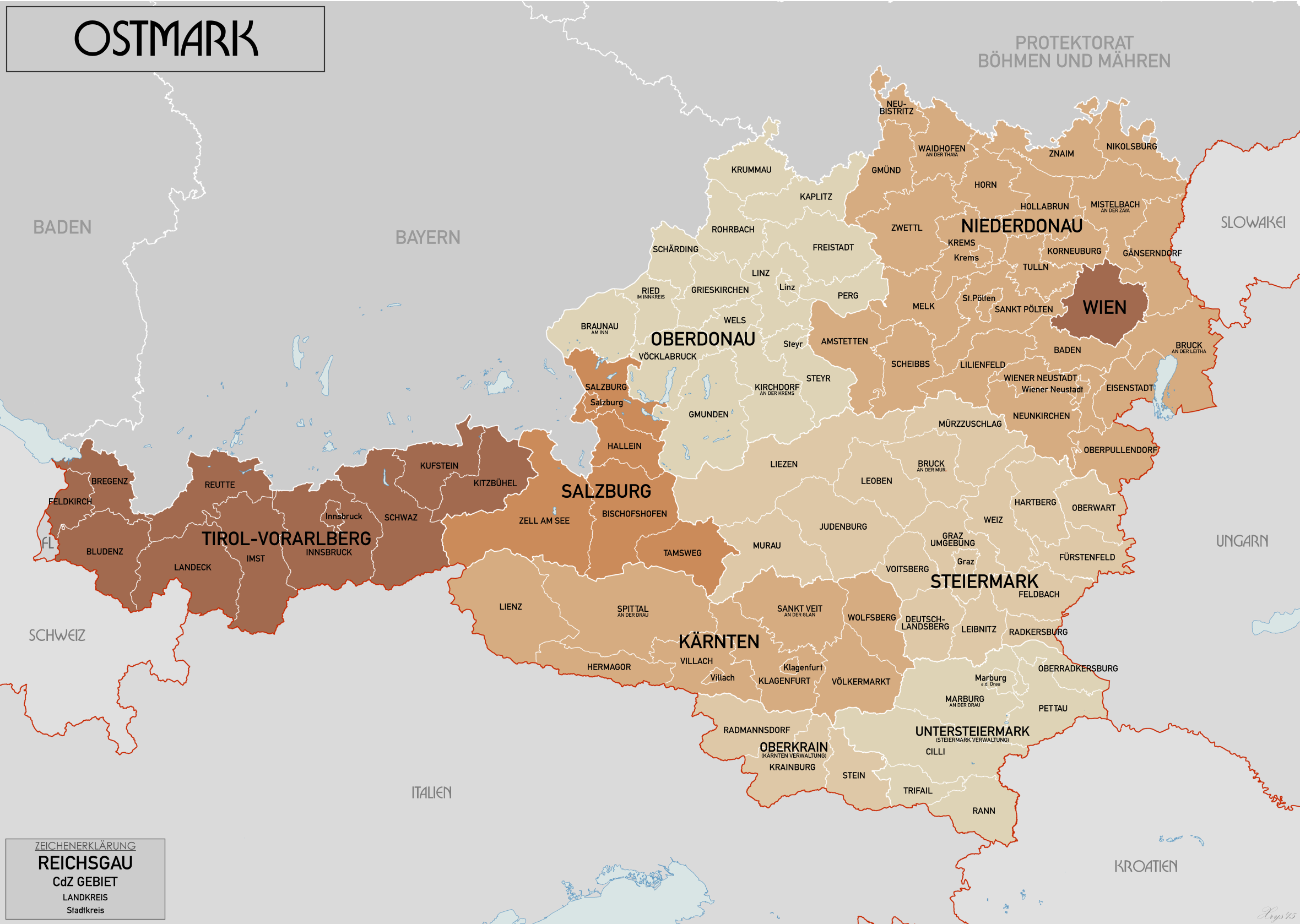
Ostmark 1941: Reichsgaue, Land- und Stadtkreise

Der Gau Kärnten war eine Verwaltungseinheit der NSDAP, aus dem nach dem „Anschluss Österreichs“ 1938 durch das Ostmarkgesetz vom 14. April 1939 ein Reichsgau wurde, einer der Alpen- und Donau-Reichsgaue.

## Geschichte und Struktur
Parteigaue der NSDAP entstanden auch in der Republik Österreich wie im Deutschen Reich seit 1925, waren aber seit 1933 illegal wegen des Parteiverbots. Gauleiter in dieser Zeit waren Hans vom Kothen bis 1934 und Peter Feistritzer ab 1936.
Am 11. März 1938 kam es im Zusammenhang mit dem Anschluss Österreichs in den Kärntner Städten Klagenfurt und Villach zu Demonstrationen der Nationalsozialisten gegen die Landesregierung. NSDAP-Gauleiter Franz Kutschera sowie Wladimir von Pawlowski erzwangen von Landeshauptmann Arnold Sucher die Übergabe des Amtes an Pawlowski. Bereits am Tag darauf befand sich die gesamte Verwaltung Kärntens inklusive der Gemeinden in Händen der Nationalsozialisten, die damit erstmals in einem Bundesland Österreichs die Macht übernahmen. 
Ab Mai 1938 wurde Hubert Klausner Landeshauptmann und Parteigauleiter, nach seinem Tod am 12. Februar 1939 folgte wieder Pawlowski als geschäftsführender Landeshauptmann. Pawlowski war parallel dazu von August 1939 bis Juni 1942 Regierungspräsident, von März 1940 bis Dezember 1941 Gauhauptmann und ab April 1940 Vertreter des Reichsstatthalters in Kärnten, ein Musterbeispiel für die Ämterverflechtung von Partei- und Staatsämtern im NS-Staat. Mit der Führung der Partei wurde kommissarisch Fritz Kutschera beauftragt. Am 18. November 1941 wurde der Salzburger Gauleiter Friedrich Rainer zum NSDAP-Gauleiter und Reichsstatthalter von Kärnten ernannt. Stellvertreter waren zeitweise Karl Pachnek und Friedrich Thimel ab 1941.
Im Oktober 1938 wurde Osttirol dem Parteigau Kärnten angegliedert. Nach dem Ostmarkgesetz wurde er zum 1. Mai 1939 ein Reichsgau. Nach der Kapitulation Jugoslawiens am 17. April 1941 (Balkanfeldzug) wurden das Mießtal und Oberkrain vom Deutschen Reich besetzt und unter die Verwaltung von Kärnten gestellt. Am 11. November 1941 wurde Gauleiter Rainer von Hitler zum Reichsstatthalter und Chef des CdZ-Gebiet Kärnten und Krain ernannt. Wie vorher in Salzburg wurde auch hier Rainer am 11. Dezember 1942 zum Reichsverteidigungskommissar ernannt. Nach dem Abfall Italiens am 8. September 1943 übernahm Rainer zusätzlich die Operationszone Adriatisches Küstenland als „Oberster Kommissar“ und wurde somit Chef der Zivilverwaltung in den italienischen Provinzen des Friaul.
In der Zeit des Nationalsozialismus stellte Kärnten mit rund 6 % der Bevölkerung Österreichs 15,4 % der NSDAP-Mitglieder. In Kärnten gab es 13.333 SS-Mitglieder.

## Dokumentarfilm
2021 erschien die bislang erste Dokumentarfilmproduktion, die sich explizit mit den Gauleitern der Alpen- und Donau-Reichsgaue auseinandersetzt und die Entwicklungsgeschichte dieser nationalsozialistischen Verwaltungseinheiten aufzeigt. Der Doku-Zweiteiler des österreichischen Regisseurs Christian Hager wurde im Hauptabendprogramm von ORF III ausgestrahlt und thematisiert auch die Geschichte des Reichsgaus Kärnten. 
- Hitlers österreichische Helfer. Die Gauleiter der Ostmark. Doku-Zweiteiler (2 × 45 Min.), A 2021, Buch und Regie: Christian Hager.